# Formación Pizarras de Luarca
Formación Pizarras de Luarca, también conocida como Formación Luarca, es el nombre de una formación geológica en la zona Asturoccidental-Leonesa (ZAOL), al noroeste de la península ibérica. Data del Ordovícico Medio y
estratigráficamente se sitúa sobre la Serie de Los Cabos. Es generalmente pobre en fósiles. En la sucesión pizarrosa, rica en minerales de hierro, destacan los niveles de pizarras negras duras, de interés económico como material de construcción.

## Estratigrafía
La Formación Luarca es característica de la Zona Asturoccidental Leonesa (ZAOL) y no tiene equivalente estratigráfico en la Zona Cantábrica, excepto en la región del cabo de Peñas. También aflora en el siclinorio de las Truchas, en el Dominio del Ollo de sapo en la Zona Centroibérica. Está situada sobre las niveles cuarcíticos superiores de la serie de Los Cabos y se estima que empezó a depositarse en el Ordovícico bajo, mientras que su techo puede situarse en el Ordovíco Medio o Superior. En el Dominio del Navia y Alto Sil de la ZAOL se deposita sobre ella la Formación Agüeira y, en el cabo de Peñas, la Formación Castro. En el sinclinal de Truchas, se sitúan sobre ella las formaciones Casaio, Rozadais y Losadilla.  Su espesor y estructura varía en los diferentes dominios de la zona geológica, pero en general, se pueden distinguir tres miembros:
- Un miembro inferior, caracterizado por una transición gradual a niveles de pizarras a partir de las cuarcitas superiores de la serie de los Cabos, con intercalaciones arenosas. En el Sinclinorio de Truchas, este miembro presenta un espesor considerable, con abundancia de elementos cuarcíticos y recibe el nombre de «Miembro de Rubiana».
- Un miembro medio cuarcítico, conocido como «Cuarcita de Sabugo».
- Un miembro superior compuesto de pizarras negras.

## Paleontología
La formación Luarca es relativamente pobre en restos fósiles. En el Miembro de Rubiana se han hallado icnofósiles, sobre todo de Cruziana y restos aislados de trilobites y graptolitos del Arenig (Ordovícico Inferior). Entre los graptolitos se encuentran representantes de los géneros Didymograptus, Acrograptus,
Nicholsonograptus y Archiclimacograptus; los trilobites pertenecen a los géneros Neseuretus, Pradoella, Colpocoryphe, Placoparia, Ectillaenus, Asaphellus, Asaphidae y Basilicus. Más raramente aparecen moluscos y braquiópodos.  En la franja entre las provincias de Lugo, Orense,
León y Zamora es común  Didymograptus murchiso en los niveles superiores de la formación. Los fósiles más distintivos del miembro superior son los braquiópodos  pertenecientes al orden Orthida, caracterizados por el grosor de las costillas de la concha; son especialmente abundantes en el nivel a entre 5 y 15 metros del techo
de la formación; en la misma posición se hallan varias clases de moluscos, como bivalvos, rostroconchia,  gasterópodos y cefalópodos, así como trilobites. Con base en la presencia del bivalvo Cadonia britannica, se estima que este miembro se depositó entre el Ordovícico Medio y el Superior.

## Ambiente de formación
Las especies de fósiles halladas en la formación y su distribución  llevan a pensar que los sedimentos que la comprenden se depositaron en medios marinos relativamente someros, cuya profundidad disminuyó durante el Ordovícico Medio, creando condiciones favorables para el incremento de la fauna los organismos bentónicos, y volvió a aumentar
posteriormente con un desarrollo distinto en los diferentes dominios.

## Recursos naturales

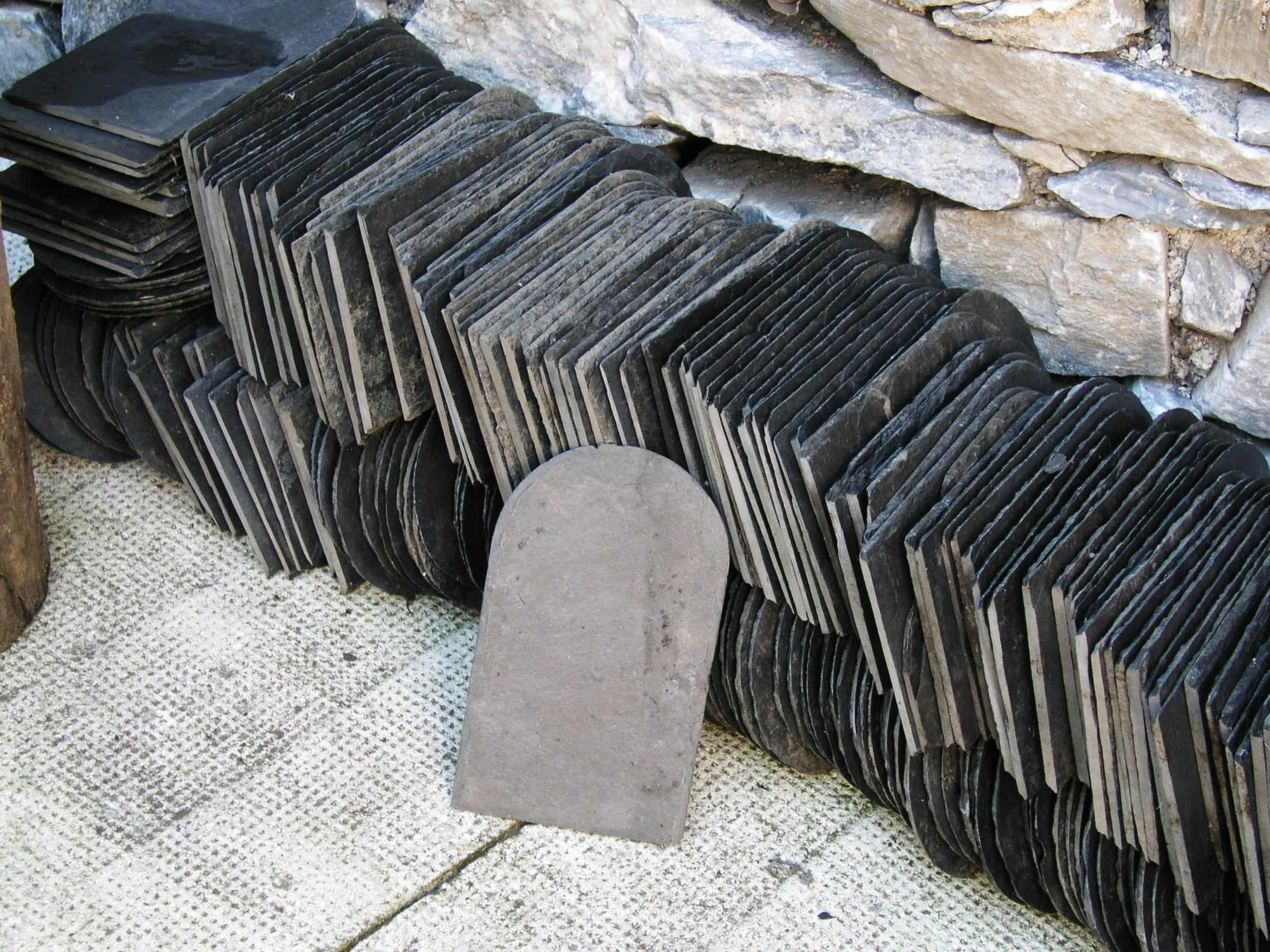
Pizarra para techar

La roca extraída  de los niveles pizarrosos de la formación se utiliza en la construcción, como pizarra ornamental y para el techado.  El tamaño homogéneo del grano de la pizarra, que varía entre medio y fino, y su esquistosidad facilitan su exfoliación y explotación de los yacimientos, sobre todo en el sinclinal de Truchas y Dominio del
Caurel.  Las canteras de Valdeorras (Orense) y La Cabrera (León) son las más productivos de España, a su vez el mayor productor del mundo para pizarras de techar. Entre las características de estas pizarras destacan la resistencia al agua y su durabilidad, debido a la baja permeabilidad y al bajo contenido de minerales arcillosos.
En su tramo basal, la formación contiene minerales de hierro constituidos en depósitos sedimentarios. Se encuentran magnetita, siderita y clorita, junto con cristales de sulfuros metálicos, como pirita, arenopirita, marcasita y calcopirita. Los contenidos de hierro oscilan entre el 47 y el 55 %. También aparecen mineralizaciones de wolframio, con concentraciones muy variadas del metal, entre las 50 y 10 000 ppm.